# Giuseppe Ottavio Pitoni
Giuseppe Ottavio Pitoni (Rieti, 18 maart 1657 – Rome, 1 februari 1743) was een Italiaans componist, muziekpedagoog, dirigent en organist.

## Levensloop
Pitoni begon zijn muzikale studies op 5-jarige leeftijd bij P. Natale in Rome. Drie jaren later was hij koorknaap aan de kerk San Giovanni dei Fiorentini en later aan de kerk SS. Apostoli. Tot zijn leraren behoorde ook Francesco Foggia. In 1673 werd hij kapelmeester in Monterotondo en vanaf 1674 in Assisi, waar hij begon, de werken van Giovanni Pierluigi da Palestrina te bestuderen en te verdiepen. In 1676 werd hij kapelmeester in Rieti en wisselde in het volgende jaar aan de Basiliek van San Marco in Rome, waar hij tot aan zijn dood werkte. Tegelijkertijd was hij ook aan vele andere kerken van Rome werkzaam, zoals sinds 1686 aan San Apollinare, aan de kerk van het Collegium Germanicum, waar hij in Rome immer heeft gewoond, vanaf 1692 als organist en sinds 1696 als kapelmeester aan San Lorenzo in Damaso, van 1708 tot 1719 aan Sint-Jan van Lateranen en aan de Cappella Giulia van de Sint-Pieter te Rome.
Van 1696 tot 1731 was hij ook in privé-diensten van de kardinaal Pietro Ottoboni. In 1709 nom hij het aanbod, opvolger van Alessandro Scarlatti als kapelmeester aan de Basiliek van Maria de Meerdere te worden niet aan. 
Tot zijn bekendste leerlingen behoorden: Leonardo Leo, Francesco Feo, Francesco Antonio Bonporti, Girolamo Chiti, António Teixeira en Francesco Durante.
Baini heeft voor zijn Palestrina-Biografie veel van de »Notizie« van Pitoni en diens bewerkingen van Palestrina's werken gebruikt. 
Pitoni was als componist van kerkmuziek en als muziektheoreticus al in zijn leeftijd beroemd. Een getuigenis ervan is zijn omvangrijke harmonische gids (Guida armonica), waarvan uitsluitend het 1e boek gepubliceerd werd. In zijn Notizia de' Contrappuntisti werd duidelijk, dat hij grote vakkennis over de muzikale tradities van kerkmuziek heeft gehad. In de laatste levensjaren had hij een omvangrijke correspondentie met de in Bologna werkende Padre Martini.
Pitoni was een uiterst productieve componist, omdat hij ons meer dan 3500 sacrale werken, meestal in de stijl van Palestrina, achterliet. Talrijke manuscripten van Pitoni zijn in de verzameling Santini-Sammlung in de bibliotheek van het bisdom Münster in Duitsland.

## Stijl
Als componist gebruikt hij naast de stile concertato (concertate stijl), waar zich zoals bij het "Concerto grosso" soli en ripieno tegenover staan ook de stile pieno, die zich aan de oude stijl van de Romeinse praktijk leent. Een belangrijk bijdrage heeft Pitoni ook tot de meerkorigheid geleverd, waarbij aan te merken is, dat ook veel vierstemmige werken in aparte opstelling van twee koren uitgevoerd werden. De generaal-bas draagt meestal de betekenis »se piace«. In plaats van een strikt doorgevoerde vindt men meestal een soort (schijn-)polyfonie, die zich meestal als begin-imitatie presenteert. Vooral in de meerkorigheid gebruikt Pitoni een gegeven, dat noodzakelijk vrijheden eist, die in de strikte Palestrina-stijl niet mogelijk waren. Wanneer Pitoni in de van hemzelf zo genoemde stile di Madrigale a tavolino schrijft, gebruikt hij ook een chromatiek, die in de woordbetekenis gemakkelijk te onthouden is. In zijn "Guida armonica" onderzoekt hij ook de tegenoverstaande stijlen en maakt ook kennissen van het melodramatische en het instrumentale repertoire openbaar. Jammer is, dat van zijn composities met instrumenten uitsluitend weinig is behouden gebleven.

## Composities

### Kerkmuziek
- 278 Missen
- 221 Introïtus
- 231 Gradualen (tussenzangen)
- 211 Offertoria's
- 637 Antifonen
- 255 Hymnen
- 789 Psalmen

waaronder:
1683 Salmi vespertini a 4 v. concertati e brevi..., op. 4
- 236 Motetten

waaronder:
1693 Motetto per le feste de Santi Confessori a 2 v. e organum
- 24 Lamento's
- 24 Responsoria
- 37 Litanieën

### Oratoria
- 1693 San Raniero
- 1693 Il Mondo riparato
- 1695 Hungariae triumphus in Quirinali

## Publicaties
- Guida armonica, Rom, om 1690, (bewaard grotendeels als manuscript, gepubliceerd werd uitsluitend boek 1), een facsimile-uitgave, naar een exemplaar uit het bezit van Padre Martini verscheen 1990. ISBN 88-7096-008-0
- Regole di contrappunto
- Aggiunte alle regole die contrappunto di Giulio Belli
- Notizia de' Contrappuntisti e Compositori di musica dagli anni dell'era cristiana 1000 fino al 1700 Opera divisa in VIL parti di Giuseppe Ottavio Pitoni maestro della basilica vaticana y Inedito. L'originale MS. trovaci nell'archivio della lod. basilica. V. Par. V. Giovan Pierluigi Prenestino.